# Hydraulisches Achslenkerlager

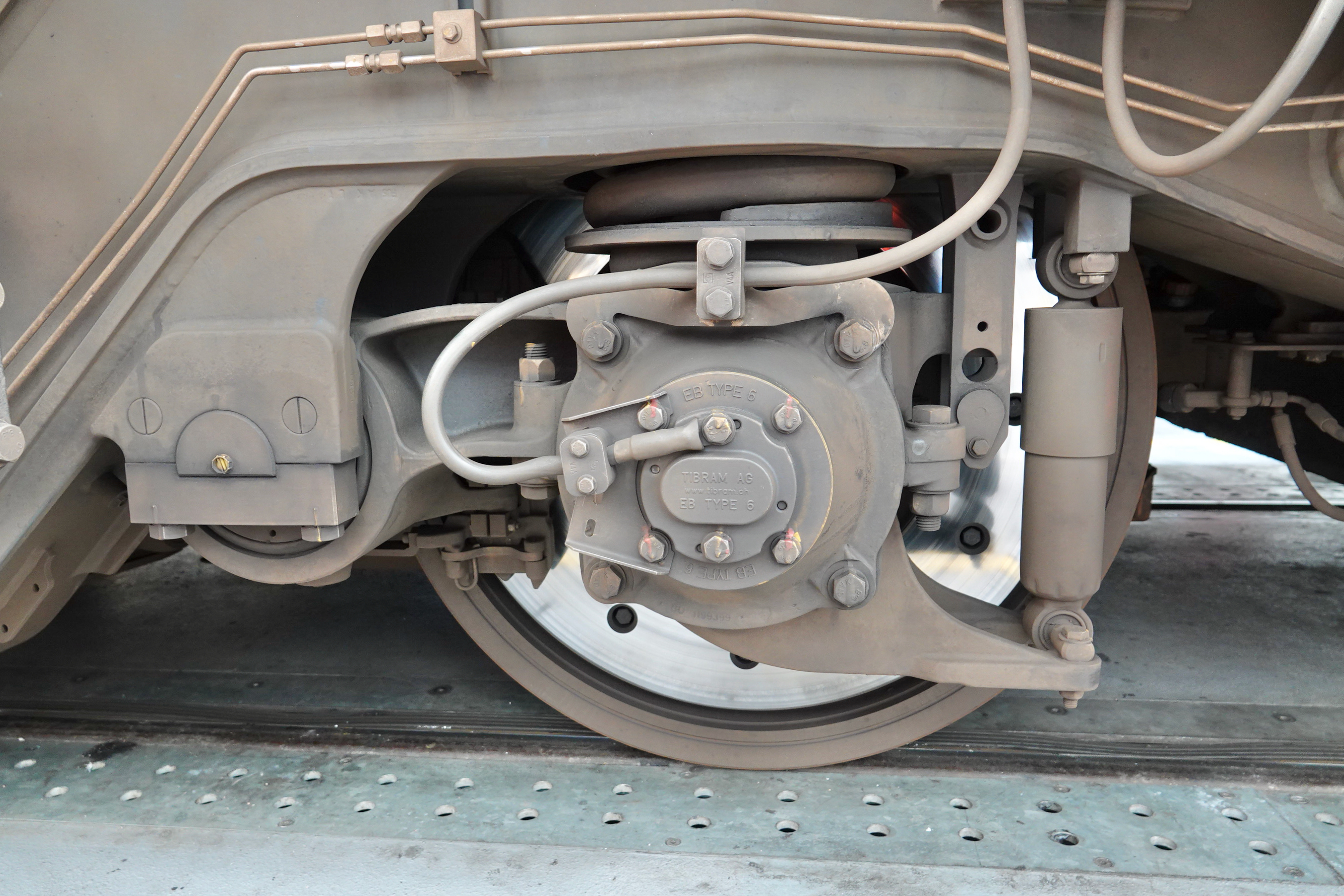
Achslenker im Drehgestell eines SBB RABe 511. Mittig ist das Radsatzlager platziert. Links im Bild ist der Achslenker drehbar mit dem Drehgestellrahmen verbunden, um die Bewegung der Primärfederung zu ermöglichen. Hinter der Stütze mit der halbkreisförmigen Abdeckung ist das hydraulische Achslenkerlager zu sehen.

Ein hydraulisches Achslenkerlager (HALL) ist ein spezieller Typ eines Achslenkerlagers eines Drehgestells. Die Aufgabe des Achslenkerlagers besteht im Führen des Radsatzes sowie zum Ermöglichen der Einstellbewegung bei Bogenfahrt. Im Gegensatz zum konventionellen Achslenkerlager, das nur eine statische Längssteifigkeit hat, besitzt das HALL eine frequenzabhängige Steifigkeit.
Im Drehgestell eines Schienenfahrzeugs mit Achslenkern wird der Einstellwinkel der Radsätze führend von der Längssteifigkeit des Achslenkerlagers bestimmt. Radial einstellende Radsätze sind Grundvoraussetzung für einen verschleiß- und geräuscharmen Bogenlauf. Eine Reduzierung der Anlaufwinkel der Räder an die Schiene verringert die Kräfte zwischen Rad und Schiene und minimiert so den Verschleiß an beiden Komponenten. Um das Einstellen der Räder bei Bogenfahrt zu ermöglichen, muss das Achslenkerlager eine möglichst geringe Längssteifigkeit aufweisen. Andererseits erfordert der ruhige Geradeauslauf vor allem bei höheren Geschwindigkeiten eine hohe Steifigkeit des Achslenkerlagers.
Das hydraulische Achslenkerlager ermöglicht es, die niedrigen Längssteifigkeiten für die langsame Bogenfahrt mit hohen Längssteifigkeiten für die Geradeausfahrt in einem einzigen Bauteil zu kombinieren. Der in das HALL integrierte hydraulische Wirkapparat führt zu frequenzabhängigen Veränderungen der Längssteifigkeit. Dadurch lässt sich das hydraulische Achslenkerlager so auslegen, dass bei niedrigfrequenten Schwingungsanregungen – also bei Bogenein- und -ausfahrt – automatisch eine niedrige Steifigkeit zur Verfügung steht. Das HALL ermöglicht so das bogenabhängige radiale Einstellen der Radsätze.
Das Funktionsprinzip beruht auf der Kombination aus Gummifeder und hydraulischem Koppelglied. Das HALL besteht aus zwei durch ein hydraulisches System miteinander verbundenen Fluidkammern. Wird der Fluidaustausch behindert, versteift sich das Lager und die Längssteifigkeit steigt auf ein Vielfaches der statischen Steifigkeit.
Erster Hersteller und Patentinhaber (Pat.-Nr. EP 1 457 706) ist die Freudenberg Schwab GmbH.
Inzwischen gibt es neben dem HALL von FreudenbergSchwab auch das funktionsgleiche HydrALL der GMT GmbH.
Der Einsatz ist nicht auf den Einbau in Neufahrzeuge beschränkt. Die Umrüstung bereits existierender Fahrzeuge von konventionellen Achslenkerlagern auf HALL ist ebenfalls möglich.